# Microsoft Copilot
O Microsoft Copilot, lançado como Bing Chat em 7 de fevereiro de 2023, é um assistente de chatbot que representa um marco na evolução da inteligência artificial (IA) da Microsoft. Durante o ano de 2023, a Microsoft começou a consolidar a marca Copilot em seus diversos produtos de chatbot.
Alimentado pelo modelo Microsoft Prometheus, uma extensão do modelo de linguagem GPT-4 da OpenAI, o Copilot foi aprimorado através de técnicas de aprendizado supervisionado e de reforço. Este assistente multifuncional não só serve como uma ferramenta de conversação, mas também é capaz de gerar uma variedade de conteúdos, desde poemas e músicas até histórias e relatórios. Além disso, pode fornecer ao usuário informações e compreensões sobre páginas da web abertas no Microsoft Edge e usar seu Gerador de Imagem para criar logotipos, desenhos, obras de arte e outras imagens a partir de um prompt textual.
O Copilot é versátil em termos de linguagem, sendo capaz de entender e se comunicar em vários idiomas importantes, incluindo inglês, francês, italiano, chinês, japonês e português, além de dialetos como o bávaro. Foi projetado para funcionar principalmente no Microsoft Edge, Skype ou no aplicativo Bing, seja através de uma página da web dedicada ou internamente usando recursos de aplicativos integrados.
Apesar de seus potenciais benefícios, o Copilot tem enfrentado críticas públicas devido ao seu potencial para alucinação e viés racial ou de gênero. No entanto, os especialistas acreditam que o Copilot tem o potencial de revolucionar a maneira como os usuários da Microsoft trabalham e colaboram.
Na conferência Build 2023, a Microsoft revelou seus planos de integrar o Copilot no Windows 11, permitindo aos usuários acessar o serviço Windows Copilot diretamente através da barra de tarefas, expandindo ainda mais a acessibilidade da ferramenta e o impacto potencial na produtividade do usuário.

## Funcionamento e tecnologias utilizadas
O Microsoft Copilot funciona a partir da integração entre o modelo de linguagem GPT-4, desenvolvido pela OpenAI, e o modelo proprietário Prometheus, da Microsoft. Essa combinação permite que o Copilot compreenda comandos em linguagem natural e gere respostas contextualizadas e precisas. A arquitetura Prometheus atua como uma camada de controle e filtragem sobre o GPT-4, incorporando dados atualizados da web, contexto do usuário e políticas de segurança e privacidade.
Além disso, o Copilot utiliza aprendizado supervisionado e técnicas de reforço para melhorar sua capacidade de gerar conteúdo, responder a perguntas e interpretar comandos complexos. O sistema é constantemente alimentado com feedbacks dos usuários e dados de uso, o que permite seu aprimoramento contínuo. O uso de aprendizado de máquina e inteligência artificial generativa possibilita não apenas interações textuais, mas também a criação de imagens por meio de modelos de texto para imagem, como o DALL·E.

## Aplicações práticas
O Microsoft Copilot é integrado a diversos produtos do ecossistema Microsoft, ampliando sua utilidade para usuários finais e profissionais. No Microsoft Word, ele auxilia na geração de conteúdo textual, criação de resumos, sugestões de reescrita e correções de estilo. No Microsoft Excel, oferece funcionalidades como geração de fórmulas complexas, análise de dados, criação de gráficos automatizados e interpretação de planilhas.
No Microsoft Outlook, o Copilot auxilia na redação e resposta de e-mails, organização da agenda e priorização de mensagens. Já no PowerPoint, pode transformar documentos em apresentações, sugerir layouts visuais e criar slides com base em prompts de texto. Essa integração entre Copilot e Microsoft 365 tem como objetivo principal aumentar a produtividade, reduzir o tempo gasto em tarefas repetitivas e tornar os fluxos de trabalho mais eficientes.

## História
Em 7 de fevereiro de 2023, a Microsoft lançou uma nova versão do Bing. Essa versão incluía um novo recurso de chatbot chamado Bing Chat. O Bing Chat também foi adicionado ao Microsoft Edge. A Microsoft criou um chatbot semelhante para o Microsoft 365 chamado Microsoft 365 Copilot. A Microsoft criou outro chatbot chamado Windows Copilot. Entre setembro de 2023 e outubro de 2023, o Microsoft 365 Copilot e o Windows Copilot foram renomeados para Microsoft Copilot. Em 15 de novembro de 2023, o Bing Chat foi renomeado para Microsoft Copilot.
Em dezembro de 2023, o Copilot foi adicionado a muitas cópias do Windows 11 gratuitamente, com mais cópias e suporte limitado ao Windows 10, a serem adicionados posteriormente. Mais tarde naquele mês, um aplicativo Microsoft Copilot foi lançado para Android.